# Andrzej Grabowski (aktor)
Andrzej Grabowski (ur. 15 marca 1952 w Chrzanowie) – polski aktor teatralny, telewizyjny, filmowy i dubbingowy, artysta kabaretowy, piosenkarz, scenarzysta i reżyser.
Jako aktor zadebiutował w 1972 niewielką rolą Edwarda w serialu Odejścia, powroty. W 1974 ukończył studia aktorskie w PWST w Krakowie. W trakcie studiów zadebiutował rolą Pana Trzebińskiego w Teatrze Telewizji, w kolejnych latach grał w Tarnowskim Teatrze im. Ludwika Solskiego oraz krakowskich teatrach: Słowackiego i Starym. Ponadto występował w zespole Ensemble MW2, z czasem rozpoczął karierę kabaretową.
Ogólnopolską rozpoznawalność zapewniła mu rola Ferdynanda Kiepskiego, głównego bohatera serialu Polsatu Świat według Kiepskich (1999–2022). Do najważniejszych ról w jego aktorskiej karierze należą występy w filmach: Dzień świra (2002), Kariera Nikosia Dyzmy (2002), Zróbmy sobie wnuka (2003), Pitbull (2005), Strajk (2006), Dublerzy (2006), Pitbull. Nowe porządki (2016), Pitbull. Niebezpieczne kobiety (2016) i Polityka (2019). Z dubbingu został zapamiętany jako Buck Gdak w Kurczaku Małym (2005), Nathaniel w Zaczarowanej (2007), Miś Tuliś w Toy Story 3 (2010) oraz Alastor „Szalonooki” Moody z serii filmów o Harrym Potterze. W 2009 debiutował jako wokalista studyjny, wydał cztery albumy: Mam prawo... czasami... banalnie, Cudne jest nudne, Pechy i peszki oraz Łagodnie.
Laureat Nagrody Stowarzyszenia Polskich Artystów Teatru i Filmu dla Młodych Aktorów podczas Kaliskich Spotkań Teatralnych oraz zdobywca nagrody na Opolskich Konfrontacjach Teatralnych „Klasyka Polska”. Odznaczony Złotym i Srebrnym Medalem „Zasłużony Kulturze Gloria Artis”.

## Życiorys
Jest synem Łucji z domu Bahr (1912–2005) i Bolesława (1913–1980) Grabowskich. Wychował się w Alwerni wraz ze starszymi braćmi – Mikołajem, aktorem i reżyserem, i Wiktorem (1941–2019), inżynierem górnikiem. Ich matka była kierowniczką w banku spółdzielczym, a ojciec był kierownikiem zaopatrzenia w zakładach chemicznych. W młodości był ministrantem i harcerzem. W wieku 17 lat zdał maturę w liceum w Chrzanowie. Po niedostaniu się do szkoły teatralnej został zatrudniony w firmie Gazobudowa.
W 1969 rozpoczął naukę w Państwowej Wyższej Szkole Teatralnej w Krakowie; z powodu niezdania dwóch przedmiotów powtarzał trzeci rok studiów. W trakcie studiów występował w kabarecie Janusza Rewińskiego „FIUT” oraz zadebiutował na wielkim ekranie epizodyczną rolą w miniserialu Odejścia, powroty. Po ukończeniu studiów w 1974 rozpoczął pracę w Tarnowskim Teatrze im. Ludwika Solskiego. Wystąpił w reżyserowanych przez Ryszarda Smożewskiego: Klątwie, Tangu i Łgarzu, a w 1977 za występ w roli Belusa w spektaklu Przepraszam, czy tu biją otrzymał Nagrodę Stowarzyszenia Polskich Artystów Teatru i Filmu dla Młodych Aktorów podczas Kaliskich Spotkań Teatralnych. W 1978 związał się z Teatrem im. Juliusza Słowackiego w Krakowie, z którym związany był przez kolejne lata, grając m.in. Poetę w sztuce W małym dworku, Stanisława Witkiewicza w Bracie naszego Boga, Ziłowa w Polowaniu na kaczki i Michała Strawińskiego w Listopadzie. Od 1979 występuje w zespole Ensemble MW2, z którym wystawia m.in. spektakl Kwartet dla czterech aktorów, grał też głównego bohatera sztuki Vaniniana.

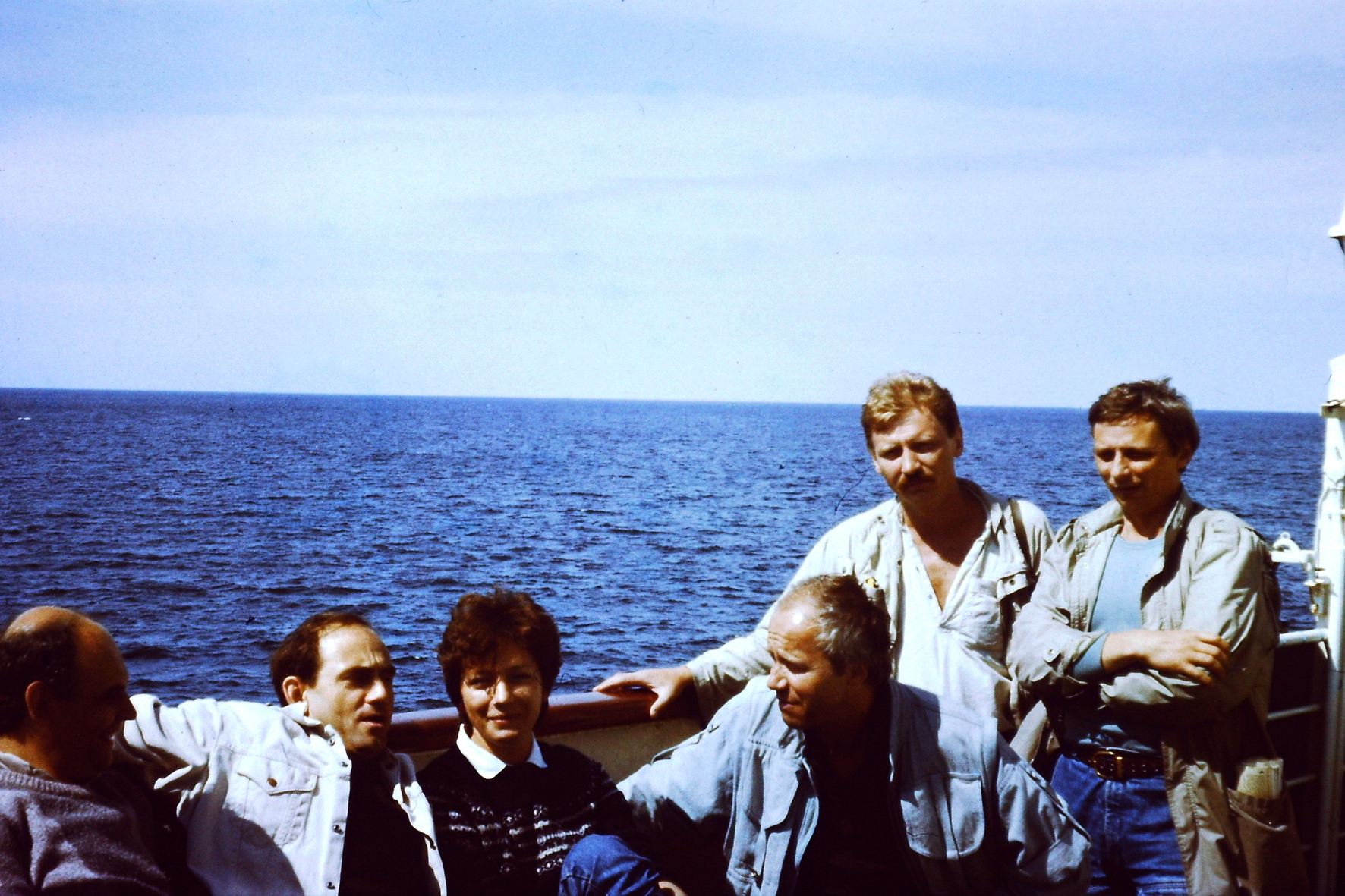
Zespół MW 2 na promie z Ystad do Rønne w drodze na koncert w ramach "Bornholms Musik-Festival, 20 lipca 1986. Andrzej Grabowski – stoi drugi od prawej (obok na prawo jego brat – Mikołaj)

W latach 80. zaczął występować z programem kabaretowym w krakowskim klubie „Feniks”. Z czasem rozpoczął solową karierę kabaretową. W 1986 za monodram Audiencja V Bogusława Schaeffera zdobył Grand Prix na Ogólnopolskim Festiwalu Teatrów Jednego Aktora w Torunie, a następnie premierowo zagrał w – stworzonej z Mikołajem Grabowskim i Janem Peszkiem – sztuce Scenariusz dla trzech aktorów w Teatrze STU w Krakowie. W 1989 zagrał pierwszą większą rolę filmową – Stefana Sapieję – w produkcji Feliksa Falka Kapitał, czyli jak zrobić pieniądze w Polsce.
W latach 90. został etatowym aktorem w Starym Teatrze w Krakowie. W 1992 zadebiutował w wyreżyserowanym przez siebie monodramie Spowiedź chuligana z tekstami Siergieja Jesienina, wystawianym w Teatrze STU w Krakowie. Za rolę Jaśka w inscenizacji Wesela Stanisława Wyspiańskiego w reżyserii Andrzeja Wajdy otrzymał nagrodę na Opolskich Konfrontacjach Teatralnych „Klasyka Polska”. W 1997 został zwolniony z pracy w Starym Teatrze, po czym powrócił na deski Teatru Słowackiego rolą Calogero Di Spelta, głównego bohatera sztuki Wielka magia w reżyserii Bogdana Hussakowskiego, a także pojawił się w roli Andrzeja Jurewicza, ojca głównej bohaterki serialu Telewizji Polskiej Boża podszewka w reżyserii Izabelli Cywińskiej. Zagrał Pawła we włoskim filmie Ballada o czyścicielach szyb (1998).
Szczególną popularność zawdzięcza roli Ferdynanda Kiepskiego w telewizyjnym serialu komediowym Świat według Kiepskich emitowanym na antenie Polsatu od marca 1999. Sitcom przez kilka lat bił rekordy popularności i zdobywał nagrody dla najlepszego serialu komediowego, dzięki czemu Grabowski zaczął być powszechnie utożsamiany z postacią Kiepskiego. Wziął udział także w nagraniu płyty zespołu Big Cyc pt. Świat według Kiepskich (2000).

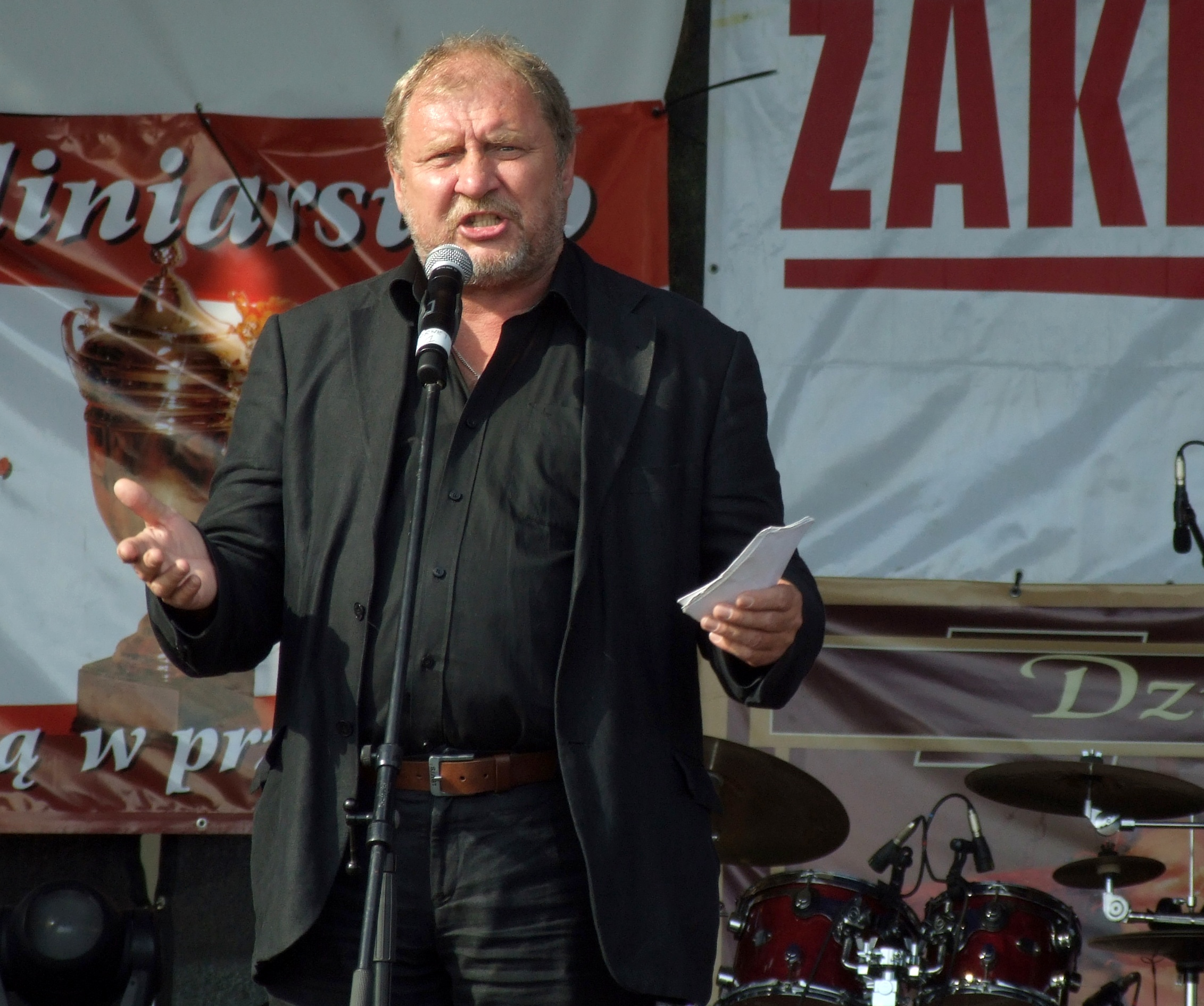
Grabowski w czasie występu w Siedlcu, 2009

Zagrał szmalcownika Klubę w polsko-amerykańskim filmie Jurka Bogajewicza Boże skrawki (2001). Od 2002 gra Argana w komedii Chory z urojenia w reżyserii Giovanniego Pampiglione. W listopadzie 2003 potwierdzono, że poprowadzi program muzyczno-kabaretowy TVP1 Śpiewanie na wezwanie, w którym wcielał się w rolę sierżanta. W 2004 zadebiutował jako aktor dubbingowy, użyczając głosu łosiowi Rutt w polskiej wersji językowej filmu animowanego The Walt Disney Company Mój brat niedźwiedź, poza tym odebrał nagrodę dla najlepszego aktora komediowego na V Festiwalu Dobrego Humoru w Gdańsku. Od 2004 kilkukrotnie wystąpił podczas Sopockich Nocy Kabaretowych odbywających się w ramach festiwalu TOPtrendy.
W 2005 wystąpił w roli Leona Maya, jednego z dwóch głównych bohaterów filmu Marcina Ziębińskiego Dublerzy, który następnie został wyprodukowany również jako miniserial dla TVP1. W tym samym roku użyczył głosu Buckowi Gdakowi w polskiej wersji disnejowskiej animacji Kurczak Mały oraz Alastorowi „Szalonookiemu” Moody’emu w filmie Harry Potter i Czara Ognia. W latach 2005–2008 występował w roli policjanta „Gebelsa” w serialu TVP Pitbull. W 2006 wykreował postać Henryka Sobeckiego w dramacie historycznym Volkera Schlöndorffa Strajk. W 2007 zagrał „Kowala”, jednego z szefów gangu pruszkowskiego w serialu TVN Odwróceni i filmie Świadek koronny, a także użyczył głosu Nathanielowi w polskiej wersji filmu Disneya Zaczarowana, wystąpił w koncercie „Gorzkie żale” ku pamięci Jana Pawła II, zaangażował się w kampanię reklamową producenta dań marki Łowicz oraz był nominowany do zdobycia Superwiktora.
W kwietniu 2008 nagrany przez niego utwór „Po drugiej stronie drzwi” został umieszczony na albumie punkrockowego zespołu KSU pt. XXX-lecie, Akustycznie. Również w 2008 był nominowany do zdobycia Wiktora w kategorii „najpopularniejszy aktor telewizyjny”, zagrał grabarza w filmie Piksele (2010) oraz zaśpiewał utwory „Małe piwko” i, napisany dla niego, „Jestem jak motyl” podczas koncertu poświęconego pamięci Jana Himilsbacha i Zdzisława Maklakiewicza w ramach Festiwalu Gwiazd w Gdańsku. Obie piosenki w wersji studyjnej znalazły się na albumie kompilacyjnym pt. Jest dobrze... Piosenki niedokończone z 2009, a promujący go singiel „Jestem jak motyl” dotarł do pierwszego miejsca Listy przebojów Programu Trzeciego. W 2009 uczestniczył w jednym z odcinków drugiej edycji programu Fort Boyard oraz ponownie zdobył nominację do Wiktora dla najlepszego aktora telewizyjnego. W 2010 współprowadził z Agnieszką Wolny-Hamkało program Hurtownia książek, użyczył głosu Królowi w filmie animowanym Złote Krople (2014), zdobył nominację do Wiktora dla najlepszego aktora telewizyjnego, zagrał wójta Marcela Traczyka w serialu TVP1 Blondynka, poprowadził „Kabareton” podczas 47. Krajowego Festiwalu Piosenki Polskiej w Opolu, wydał debiutancki album studyjny pt. Mam prawo... czasami... banalnie i wziął udział w sesji zdjęciowej do kalendarza na rok 2011 wydawanego przez miesięcznik „TopGear”, a nagrany przez niego w duecie z Tomaszem Szczepanikiem utwór „Odpływam” znalazł się na płycie wydanej w ramach charytatywnej akcji Kalendarz Dżentelmeni 2010. W 2011 został felietonistą magazynu „Maxim”, a stacja TV4 wyemitowała kilkuodcinkowy program Kroniki Andrzeja Grabowskiego z Alwernii, będący zapisem występów aktora w warszawskim Teatrze Bajka. W 2012 użyczył głosu królowi Fergusowi w polskiej wersji językowej filmu Merida Waleczna, czytał książkę Wojciecha Nowickiego „Stół jaki jest. Wokół kuchni w Polsce” na antenie Radia Kraków, dołączył do akcji społecznej „Legalna kultura”, poprowadził program TV Puls Stare dranie i wystąpił w kampanii reklamowej dostawcy energii elektrycznej Enea. W 2013 otrzymał Wiktora dla aktora telewizyjnego, pojawił się w roli plutonowego Adolfa Petzelta w Tajemnicy Westerplatte, wydał drugi album studyjny pt. Cudne jest nudne, wystąpił w kabaretonie podczas 50. KFPP w Opolu i wziął udział w kampanii reklamowej producenta wódki Stock Polska. W latach 2013–2020 ponownie grał wójta Marcela Traczyka w kolejnych sezonach serialu Blondynka.
W latach 2014–2022 był  jurorem w programie rozrywkowym Polsatu Dancing with the Stars. Taniec z gwiazdami, za co został nominowany do zdobycia Telekamery 2021 w kategorii „juror”. Również w 2014 zagrał przeora zakonu w filmie Patryka Vegi Służby specjalne i w serialu telewizyjnym o tym samym tytule, wyemitowanym w 2015 przez TVP2. W 2015 zagrał prezesa w Pokocie (2016) Agnieszki Holland i ojca Żanety, głównej bohaterki Demona Marcina Wrony oraz wystąpił podczas Sopockiego Hitu Kabaretowego w ramach Polsat SuperHit Festiwal 2015 oraz wykreował postać Majora w spektaklu Teatru Telewizji Damy i huzary w reżyserii Krystyny Jandy. W 2016 premierę miały dwa filmy Patryka Vegi, Pitbull. Nowe porządki i Pitbull. Niebezpieczne kobiety, w których Grabowski powrócił do roli „Gebelsa”. W tym samym roku pojawił się jako Lechu, komendant placówki Straży Granicznej w Tarnawie Niżnej w thrillerze Wojciecha Kasperskiego Na granicy oraz wystąpił ze swoim programem podczas „Kabaretobrania” w ramach 8. Zielonogórskiej Nocy Kabaretowej i w telewizyjnym show Nowa rewia kabaretowa na antenie Nowa TV. W 2017 powrócił do wystawiania monodramu Spowiedź chuligana. Jesienin, tym razem wystawianym w kooperacji Teatru „Polonia” z Teatrem STU, poza tym zagrał Górzyńskiego w filmie krótkometrażowym Patryka Vegi Czerwony punkt i Czarka w komedii romantycznej Tomasza Koneckiego Listy do M. 3, wystąpił podczas 5. Świętokrzyskiej Nocy Kabaretowej w ramach festiwalu „Magiczne zakończenie wakacji” Polsatu i RMF FM, zaangażował się w kampanię reklamową aplikacji mobilnej BeamUp i wcielił się w Aleksandra Prystora w spektaklu Teatru Telewizji Marszałek w reżyserii Krzysztofa Langa. W 2018 premierę miały kolejne dwa filmy, w których wystąpił: Narzeczony na niby i Plagi Breslau. Pojawił się także gościnnie w utworze „Na dłoni” umieszczonym na albumie studyjnym KęKę pt. To tu. W 2019 wydał trzeci album studyjny pt. Pechy i peszki i odebrał nagrodę dla „ikony polskiego kina” podczas 8. Międzynarodowego „Suspense Film Festival” w Kołobrzegu. Pojawił się także w roli prezesa w filmie Patryka Vegi Polityka i jego wersji serialowej, poza tym zagrał inspektora Piotrkowskiego w komedii Sama Akina Mayday (2020) oraz wystąpił w spocie promującym film Martina Scorsese Irlandczyk w Polsce.
W 2020 pojawił się w roli Adama w filmie Patryka Vegi Bad Boy. W tym samym roku, nakładem wydawnictwa Agora, wydał książkę autobiograficzną pt. Andrzej Grabowski. Jestem jak motyl, stworzoną ze współautorami Jakubem Jabłonką i Pawłem Łęczukiem, zaprezentował album pt. Łagodnie, wystąpił w kampanii reklamowej sieci komórkowej Play i akcji społecznej #MilionPowodów przed wyborami prezydenckimi w Polsce, a także poprowadził jesienną edycję programu Stopklatki Nowa scena śmiechu. Został uhonorowany Złotym Medalem „Zasłużony Kulturze Gloria Artis”. W 2021 odbyła się premiera kinowa filmu Jana Jakuba Kolskiego Republika dzieci, w którym zagrał główną rolę. W 2024 grał główną rolę w serialu Polsatu Malanowski. Nowe rozdanie.

## Wpływ na popkulturę
Uplasował się na drugim miejscu w kategorii „najpopularniejsi aktorzy polscy” w opublikowanym przez Google Zeitgeist rankingu najczęściej wyszukiwanych haseł w polskim Internecie w 2003 oraz na piątym miejscu w tejże kategorii w zestawieniu za rok 2005.
Był jedną ze „100 najcenniejszych gwiazd polskiego show-biznesu” według danych „Forbes Polska”; jego wizerunek został wyceniony przez reklamodawców na: 295 tys. zł w 2008 (82. miejsce) i 285 tys. zł w 2013 (85. miejsce).

## Życie prywatne
W 1982 poślubił aktorkę Annę Tomaszewską. Mają dwie córki: Zuzannę (ur. 22 czerwca 1983) oraz Katarzynę (ur. 8 marca 1991). Jest teściem Pawła Domagały. W czerwcu 2009 w Urzędzie Stanu Cywilnego w Puławach poślubił Anitę Kruszewską, charakteryzatorkę filmową, z którą rozwiódł się w lutym 2018. Od 2020 jest w związku z aktorką Aldoną Grochal.
Deklaruje się jako osoba wierząca w Boga. Nie uczęszcza jednak do kościoła.
Został członkiem honorowego komitetu poparcia Bronisława Komorowskiego przed przyspieszonymi wyborami prezydenckimi 2010 oraz przed wyborami prezydenckimi w Polsce w 2015. Przed wyborami samorządowymi 2014 poparł Platformę Obywatelską, występując na partyjnej konwencji wyborczej 8 listopada 2014.
Jest honorowym obywatelem miasta Alwernia.

## Filmografia
- Dulscy (1972) – urzędnik podglądający prostytutkę
- Kapitał, czyli jak zrobić pieniądze w Polsce (1989) – Stefan Sapieja
- Śmierć jak kromka chleba (1994)
- Pułkownik Kwiatkowski (1996) – ksiądz
- Kochaj i rób co chcesz (1997)
- Prostytutki (1998)
- Ogniem i mieczem (1999) – pijany szlachic w obozie Wiśniowieckiego
- Boże skrawki (2000) – Kluba
- Jak to się robi z dziewczynami (2002)
- Kariera Nikosia Dyzmy (2002) – Roman Kiliński, przedsiębiorca
- Dzień świra (2002) – sąsiad Adasia
- E=mc² (2002) – Zając, kandydat na dyplomatę
- Zróbmy sobie wnuka (2003) – Maniek Kosela, hodowca pomidorów
- Superprodukcja (2003) – gangster Napoleon
- Atrakcyjny pozna panią… (2004) – Wacław, kolega Stasia
- Emilia (2005) – koroner
- PitBull (2005), Jacek Goc „Gebels”
- Wszyscy jesteśmy Chrystusami (2006) – kolega Adasia
- Dublerzy (serial) (2006) – Leon May
- Dublerzy (2006) – Leon May
- Strajk – Die Heldin von Danzig (2006) – Sobecki
- Diabeł (2005) – Franek
- Świadek koronny (2007) – Jarosław „Kowal” Kowalik
- Jak żyć? (2008) – Bandzior
- Senność (2008) – ojciec Adama
- Mała Moskwa (2008) – kapitan Wolniewicz
- Lekcje Pana Kuki (2008) – Pan Kuka
- Gwiazda Kopernika (2009) (głos)
- Lunatycy (2009) – Wacław
- Piksele (2009) – grabarz
- Milion dolarów (2010) – Tomuś
- Skrzydlate świnie (2010) – pan Edzio
- Śluby panieńskie (2010) – ojciec Klary
- Pokaż kotku, co masz w środku (2011)
- Kop głębiej (2011) – ksiądz
- Sęp (2012) – Zdzisław Raczek
- Piąta pora roku (2012) – Bogdan
- Od pełni do pełni (2012) – hodowca Kamiński
- Drogówka (2013) – Musiał
- Tajemnica Westerplatte (2013) – Adolf Petzelt
- Bilet na Księżyc (2013) – kierownik „Warsu” Kociołek
- Pod Mocnym Aniołem (2014) – doktor Granada
- Służby specjalne (2014) – przeor zakonu
- Jak uratować mamę (2015) – król (głos)
- Demon (2015) – ojciec Żanety
- Pitbull. Nowe porządki (2016) – starszy aspirant Jacek „Gebels” Goc
- Pitbull. Niebezpieczne kobiety (2016) – aspirant sztabowy Jacek „Gebels” Goc
- Na granicy (2016) – komendant placówki Straży Granicznej w Tarnawie Niżnej
- Pokot (2016) – prezes
- Ach śpij kochanie (2017) – prokurator Waśko
- Listy do M. 3 (2017) – Czarek
- Narzeczony na niby (2018) – wujek Mariusz
- Plagi Breslau (2018) – prokurator
- Władcy przygód. Stąd do Oblivio (2019) – prezydent miasta
- Polityka (2019) – Prezes
- Mayday (2019) – inspektor Piotrkowski
- Aferzyści. Złe psy (2021) – Ojciec
- Republika Dzieci (2021) – Anioł
- Pitbull (2021) – Jacek Goc „Gebels”
- W lesie dziś nie zaśnie nikt 2 (2021) – sierżant Waldek
- Za duży na bajki (2022) – dziadek Waldka
- Allegroverse 25: Legenda Allegrowicza (2024) – Andrzej (film interaktywny)[91]

### Seriale
- Odejścia, powroty (1972) – Edward Marecki (odc. 3)
- Blisko, coraz bliżej (1982) – powstaniec (odc. 1)
- W krainie Władcy Smoków (1997) – szyper Gan
- Boża podszewka (1997) – Andrzej Jurewicz (odc. 1–9)
- Świat według Kiepskich (1999–2022)
  - Ferdynand „Ferdek” Kiepski,
  - Władysław Kiepski ze zdjęcia,
  - Ferdynand IV Kiepski (odc. 5),
  - Umcia Umcia pod postacią Ferdka (odc. 6),
  - Don Ferdinando (odc. 20),
  - kosmita (odc. 62),
  - lepsza połowa Ferdka (odc. 64),
  - wyhodowany anioł (odc. 65),
  - Ferdynand Małolepszy (odc. 70),
  - „Szczur” (odc. 93),
  - Stańczyk (odc. 100),
  - Lucyfer (odc. 157),
  - osoba ze średniowiecznego motłochu #2 (odc. 198),
  - Domenico Fallucci (odc. 343)
  - rycerz króla #1 (odc. 553)[92]
- Chłop i baba (2001) – organista Cyplonek (odc. 12)
- Klan (2002) – szef wytwórni muzycznej (odc. 599-600)
- Na dobre i na złe (2002) – ksiądz Kudełko (odc. 115)
- Bao-Bab, czyli zielono mi (2003) – Edward Wyspiański (odc. 8)
- Miodowe lata (2003) – on sam (odc. 120)
- Złotopolscy (2004–2010) – Andrzej Złotopolski
- Anioł Stróż (2005) – inspektor Eugeniusz Dzido
- Niania (2006) – Lucjan Furma (odc. 27)
- Hela w opałach (2006) – policjant z drogówki (odc. 1)
- Odwróceni (2007) – Jarosław „Kowal” Kowalik (odc. 1-13)
- Pitbull (2005–2008) – starszy aspirant / aspirant sztabowy Jacek „Gebels” Goc
- Tylko miłość (2007–2009) – Maks Wolar
- Ja wam pokażę! (2007) – pan Czesio (odc. 2-13)
- Naznaczony (2009) – szyper Puchalik (odc. 1, 13)
- Blondynka (2010–2021) – wójt Marcel Traczyk
- Służby specjalne (2015) – przeor zakonu
- Duch w dom (2010) – Kazimierz
- Pierwsza miłość (2012–2014) – Olgierd Kaczmarczyk
- Czas honoru (2012) – piekarz Lisowski (odc. 64)
- Odwróceni. Ojcowie i córki (2019) – Jarosław „Kowal” Kowalik (odc. 1-3, 5, 8)
- Zakochani po uszy (2019–2020) – Marek Olszański
- Gang Zielonej Rękawiczki (2022) – Igor
- Policjantki i policjanci (2023) – gen. Janczura (odc. 1000)
- Malanowski. Nowe rozdanie (2024–) – Andrzej Malanowski

### Polski dubbing
- Mój brat niedźwiedź (2004) – Rutt
- Abrafax i piraci z Karaibów (2005) – Czarnobrody
- Kurczak Mały (2005) – Buck „Asior” Gdak
- Harry Potter i Czara Ognia (2005) –
  - Alastor „Szalonooki” Moody,
  - Barty Crouch Junior w postaci Alastora Moody’ego
- Harry Potter i Zakon Feniksa (2007) – Alastor „Szalonooki” Moody
- Zaczarowana (2008) – Nathaniel
- Speed Racer (2008) – tata
- Małpy w kosmosie (2008) – dr Ferdynand
- Góra Czarownic (2009) – Burke
- Toy Story 3 (2010) – Miś Tuliś
- Harry Potter i Insygnia Śmierci (2010) – Alastor „Szalonooki” Moody
- Merida Waleczna (2012) – król Fergus
- Gang Wiewióra (2014) – Pierun
- Gdzie jest Dory?  (2016) – ośmiornica Hank
- Ogniem i mieczem (2023) – Onufry Zagłoba[93]

## Role teatralne
- Chory z urojenia, Molier, Teatr im. Juliusza Słowackiego w Krakowie – jako Argan
- Scenariusz dla trzech aktorów, Bogusław Schaeffer, Teatr STU w Krakowie
- Kwartet, Bogusław Schaeffer, Teatr STU w Krakowie
- 19. Południk, autor i reżyser: Juliusz Machulski, Teatr TV, 2003 – jako prezydent RP Bartosz Czop[94][95]
- Opis obyczajów, czyli jak zwyczajnie wszędzie się miesza złe do dobrego według Jędrzeja Kitowicza[96]
- Zapomniany diabeł Jan Drda, Teatr Telewizji – jako kowal
- Chory z urojenia, Teatr 6 piętro, 2011 – jako Argan
- Marszałek, Krzysztof Lang, Teatr Telewizji, 2017 – jako Aleksander Prystor
- Wesele, Stanisław Wyspiański, reż. Maja Kleczewska, Teatr im. Juliusza Słowackiego w Krakowie, 2024 - jako Hetman[97]

## Dyskografia
| Rok  | Dane dot. albumu                                                                                 | Pozycja na liście |
| Rok  | Dane dot. albumu                                                                                 | POL               |
| ---- | ------------------------------------------------------------------------------------------------ | ----------------- |
| 2010 | Mam prawo... czasami... banalnie - Wydany: 26 listopada 2010 - Wytwórnia: Universal Music Polska | 36                |
| 2013 | Cudne jest nudne - Wydany: 18 czerwca 2013 - Wytwórnia: Universal Music Polska                   | 30                |
| 2019 | Pechy i peszki - Wydany: 1 kwietnia 2019 - Wytwórnia: Agencja Muzyczna Polskiego Radia           |                   |

| Rok  | Tytuł              | Pozycja na liście |
| Rok  | Tytuł              | LP3               |
| ---- | ------------------ | ----------------- |
| 2009 | „Jestem jak motyl” | 1                 |
| 2010 | „Czasami”          | 44                |
| 2019 | „Kwestia miesiąca” | 45                |

## Odznaczenia
- 2020: Złoty Medal „Zasłużony Kulturze Gloria Artis”[71] (wręczenie w 2024[99])
- 2009: Srebrny Medal „Zasłużony Kulturze Gloria Artis”[100].